# Swima bombiviridis
Swima bombiviridis är typart för en marin grupp havsborstmaskar, i släktet Swima. Kroppen, vars storlek varierar mellan tre och tio centimeter, är försedd med långa spröt vilka fungerar som paddlar. Sju olika arter har hittills observerats, som alla lever i totalt mörker på 1 900 meters djup. Hos fem har förmågan att avleda angripare med grönt lysande klumpar påvisats. För produktionen av detta ljus svarar bakterier, jämför bioluminiscens.